# تاريخ وفلسفة العلوم
تاريخ وفلسفة العلوم هو تخصص أكاديمي يشمل فلسفة العلوم وتاريخ العلوم. على الرغم من أن العديد من الباحثين في هذا المجال يتم تدريبهم في المقام الأول كمؤرخين أو كفلاسفة، إلا أن هناك أقسامًا تمنح درجات علمية في تاريخ وفلسفة العلوم في العديد من الجامعات البارزة. على الرغم من أن فلسفة العلم وتاريخ العلم هما تخصصان خاصان بهما، فإن تاريخ وفلسفة العلم هو تخصص في حد ذاته.
فلسفة العلم هي فرع من فروع الفلسفة يهتم بأسس العلم وأساليبه وتداعياته. تتعلق الأسئلة المركزية لهذه الدراسة بما يوصف بأنه علم، وموثوقية النظريات العلمية، والغرض النهائي للعلم. يتداخل هذا التخصص مع الميتافيزيقا وعلم الوجود ونظرية المعرفة، على سبيل المثال، عندما يستكشف العلاقة بين العلم والحقيقة. تركز فلسفة العلم على الجوانب الميتافيزيقية والمعرفية والدلالية للعلم. غالبًا ما تُعتبر القضايا الأخلاقية مثل أخلاقيات علم الأحياء وسوء السلوك العلمي أخلاقيات أو دراسات علمية بدلاً من فلسفة العلوم.
لا يوجد إجماع بين الفلاسفة حول العديد من المشكلات المركزية المتعلقة بفلسفة العلم، بما في ذلك ما إذا كان العلم يمكنه الكشف عن الحقيقة حول الأشياء غير المرئية وما إذا كان يمكن تبرير التفكير العلمي على الإطلاق. بالإضافة إلى هذه الأسئلة العامة حول العلم ككل، ينظر فلاسفة العلم في المشكلات التي تنطبق على علوم معينة (مثل علم الأحياء أو الفيزياء). يستخدم بعض فلاسفة العلم أيضًا النتائج المعاصرة في العلم للوصول إلى استنتاجات حول الفلسفة نفسها.

## التاريخ
أحد أصول الانضباط الموحد هو النهج التاريخي لفرع فلسفة العلوم. ينعكس هذا النهج الهجين في مسيرة توماس كون المهنية. كان أول تعيين دائم له في جامعة كاليفورنيا، بركلي، هو المنصب الذي أعلن عنه قسم الفلسفة، لكنه قام أيضًا بتدريس دورات من قسم التاريخ. عندما تمت ترقيته إلى منصب أستاذ كامل في قسم التاريخ فقط، شعر كون بالإهانة من رفض الفلاسفة له، لأنه "كنت بالتأكيد أرغب في أن أكون هناك، وكان طلاب الفلسفة الذين كانوا يعملون معي، ليس في الفلسفة ولكن في التاريخ، ومع ذلك كانوا طلابي الأكثر أهمية". وينعكس هذا الموقف أيضًا في منهجه التاريخي، كما هو موضح في كتاب كون الأساسي بنية الثورات العلمية (1962، الطبعة الثانية. 1970)، حيث يتم فهم الأسئلة الفلسفية حول النظريات العلمية، وخاصة تغير النظرية، من خلال المصطلحات التاريخية، باستخدام مفاهيم مثل: تحول النموذج الفكري.
ومع ذلك، انتقد كون أيضًا المحاولات الرامية إلى توحيد أساليب التاريخ وفلسفة العلوم بشكل كامل: "أعتقد أن التخريب ليس مصطلحًا قويًا جدًا بالنسبة للنتيجة المحتملة لمحاولة جعل المجالين في مجال واحد. فهما يختلفان في عدد من خصائصهم التأسيسية المركزية، والتي أكثرها عمومية ووضوحًا هي أهدافهم. المنتج النهائي لمعظم الأبحاث التاريخية هو سرد، قصة، حول تفاصيل الماضي، تهدف الفلسفة بشكل أساسي إلى التعميمات الصريحة وتلك ذات النطاق العالمي، فهي لا تروي القصص، سواء كانت صحيحة أو خاطئة. هدفها هو اكتشاف وتوضيح ما هو صحيح في جميع الأوقات والأماكن بدلاً من نقل فهم لما حدث في وقت ما ومكان معين." يتساءل العمل الأحدث عما إذا كانت هذه الانقسامات المنهجية والمفاهيمية هي في الواقع حواجز أمام نظام موحد.

## الأعمال السابقة، الأعمال الرائدة والمعايير الشعبية
تشمل الأعمال الرائدة في هذا المجال أصل الدراما المأساوية الألمانية لوالتر بنيامين، والوجود والزمان لمارتن هايدغر، وأعمال أخرى مختلفة لهذين الاثنين. مارشال ماكلوهان وفوكو من الرواد الذين كان عملهم المستمر مجاورًا ومتداخلًا مع المجال. تشكل منشورات معهد واربورغ، بما في ذلك الدراسات والكتب والمجلات التابعة له، جزءًا كبيرًا من المواد الرائدة التي بُني عليها هذا التخصص (انظر بشكل خاص: فرانسيس ييتس، دي. بي. ووكر، أبي واربورغ نفسه، فريتز ساكسل، إروين بانوفسكي، إلخ. نشر توماس كون نفسه أوراقه ودراساته الرئيسية الأولى عبر المعهد؛ يمكن تسميته بالمروج أو الشخصية الشرعية في مجال كان غامضًا بشكل خاص في اهتماماته قبل النجاح والتأثير الواسعين لكتابه الرئيسي). تشكل الإجراءات والأوراق المقدمة في مؤتمر إيرانوس الذي استضافته مؤسسة بولينجن كإرث من تركة كارل يونغ كل من الرواد والنماذج المبكرة للعمل الرائد.